# Pro Castellis

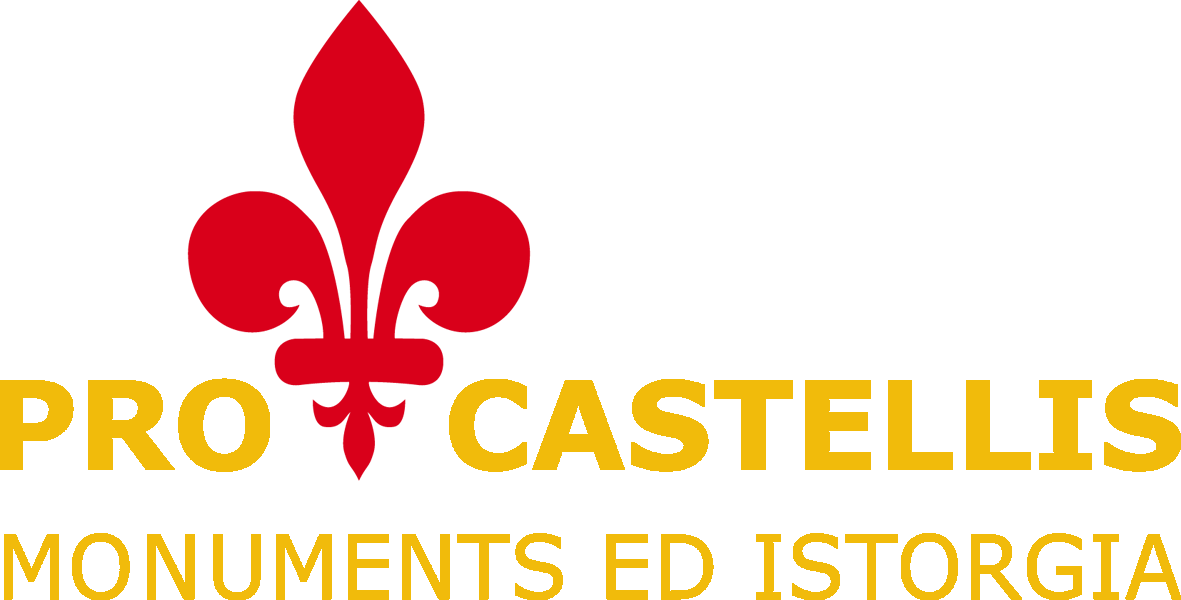

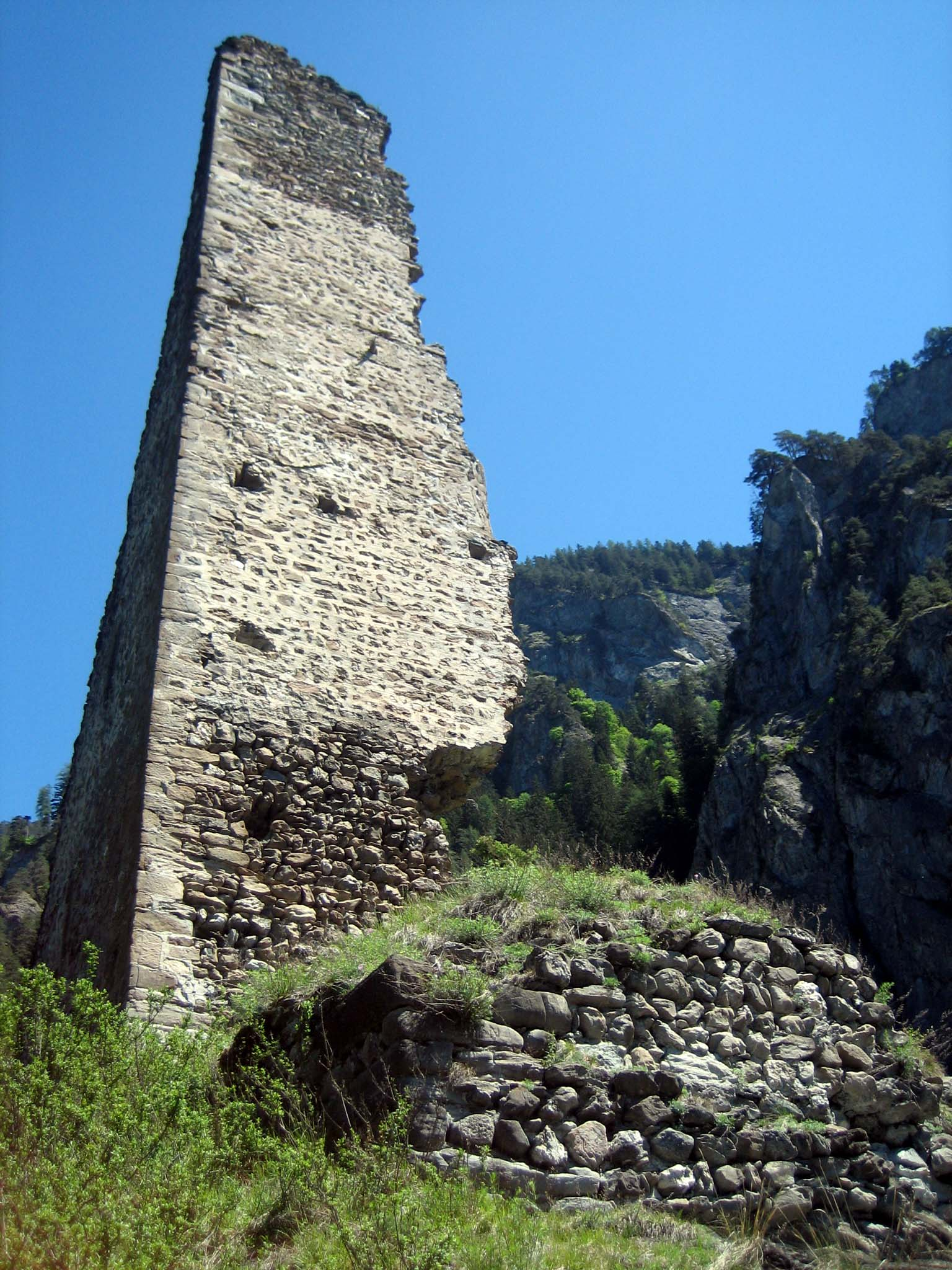
Ruine Hochjuvalt

Pro Castellis ist ein gemeinnütziger Verein nach Artikel 60 ff. ZGB mit Sitz im Kanton Schwyz. Er erforscht und unterhält historische Baudenkmäler und unterstützt Projekte der Geschichtsforschung.
1968 wurde aufgrund der Initiative des damaligen Archäologiestudenten Felix Nöthiger die «Arbeitsgruppe Burg Haselstein» für die Burgenerhaltung in Mittelbünden gegründet. Ab 2001 weitete der Verein seine Tätigkeit unter dem heutigen Namen aus.

## Kultureller Auftrag
Der kulturelle Auftrag umfasst drei Hauptgebiete: Burgenprojekte, militärische Denkmäler, Geschichtsforschung und die Nutzung kultureller Potenziale.
Statt Beiträge an kulturelle Institutionen zu geben, realisiert Pro Castellis eigene Projekte. Von 2001 bis 2006 übertrug Felix Nöthiger seine Burg Haselstein und den ganzen Liegenschaftenbesitz in mehreren Kantonen an den Verein. Mit einer Grundfinanzierung sorgte er für die dauernde Liquidität der Institution. 2011 gab er die Leitung des Vereins ab.
Der Bündner Historiker Claudio Zortea leitet den Verein seit 2012. In den Fachbereichen Burgensicherung, Erhaltung von Baudenkmälern und Geschichtsforschung wird er durch weitere Historiker und Restauratoren unterstützt, die wie die Vorstandsmitglieder ehrenamtlich arbeiten.
Der Verein half bei der Gründung der Militärhistorischen Stiftung des Kantons Zürich, um die Festung Ebersberg, das einzige Artilleriewerk des Kantons, für die Nachwelt zu erhalten.
Seit 2015 werden 26 bedeutende militärische Denkmäler (Stand 2019) aus dem 20. Jahrhundert in den Kantonen Graubünden, St. Gallen, Bern und Zürich unterhalten sowie seit 2020 weitere in den Kantonen Glarus und Graubünden: Sperrstellen Berninahäuser, Feuerthalen, KP Gstaad, Maloja, Rothenbrunnen.

## Burgenprojekte
In den Kantonen Graubünden, Glarus und St. Gallen wurden an folgenden mittelalterlichen Burgruinen Sicherungsprojekte vorgenommen:
- Burg La Tur (Reischen I), Zillis, 2001–2009 ⊙
- Burg Hochjuvalt, Talsperre, Rothenbrunnen, 2010–2013 ⊙
- Burg Frauenberg (Ruschein) (Illanz), 2013–2014 ⊙
- Burg Pontaningen, Tujetsch, 2012–2014 ⊙
- Burg Haselstein, Zillis-Reischen, 2015 ⊙
- Burg Friedau, Gesamtsicherung, Zizers, 2016 ⊙
- Projekt Kulturm Friedau, Zizers, 2017–2019
- Ruine Vorburg, Sicherungsprojekt, Glarus Nord, 2019 ⊙
- Burg Freudenberg, Bad Ragaz, 2019 ⊙
- Bergbauruinen Bellaluna (18. Jh.) Filisur, Bergün, 2019–2020 ⊙

### Weiterbildung für Denkmalpfleger
2015 wurde erstmals der einwöchige Fachkurs Sichern von Burgruinen für Denkmalpfleger der Kantone organisiert, um das Fachwissen der Restaurierungsspezialisten weitergeben zu können.

### Beratung für Eigentümer
Der Verein berät unentgeltlich Eigentümer (Gemeinden, Private) bei der Erhaltung von Burgruinen. Diese Beratung reicht von der Schadenbeurteilung über die Kostenberechnung für ein Sanierungsprojekt bis zur Instruktion der Handwerker. Für die Burgensicherungen wurde vom Verein ein frostsicherer Spezialmörtel («Bündner Burgenmörtel») entwickelt.

### Burgensicherungen
Der Verein übernimmt Burgensicherungen mit eigenem Fachpersonal und eigener Infrastruktur. Dabei werden normalerweise 25 Prozent der Kosten vom Verein übernommen.

## Geschichtsforschung
Neben der Erhaltung historischer Baudenkmäler setzt sich Pro Castellis für Geschichtsforschung auf folgenden Gebieten ein:

### Burgen und Mittelalter
Burgen werden nicht nur der Nachwelt als Bauwerke erhalten, sondern Pro Castellis untersucht auch deren Geschichte. Dabei können bekannte Schriftquellen mit neuen Erkenntnisse aufgrund der Restaurierungsarbeiten (Bauuntersuchung, Bodenforschung, Altersbestimmung mittels Dendrochronologie) ausgewertet und überprüft werden. So konnte mit der Bauuntersuchung der Fortezza Rohan über Susch und der Grösse von Kalkspatzen im Mörtel der Festung bewiesen werden, dass die im Brief von Jürg Jenatsch von 1635 erwähnte Bauzeit von nur acht Tagen im Mai 1635 für die ganze Festung realistisch war.

### Festungsbau
Der Verein unterhält den Rest der barocken Festungsschanze von 1678 in Regensberg (südöstliche Hälfte des Hornwerkes des ehemaligen Dielsdorfer Tores). Die Schanze hat einen innenliegenden Maschinengewehr-Kampfstand aus dem Zweiten Weltkrieg. Der Verein forscht deshalb auch zum Festungsbau des 17. bis 20. Jahrhunderts. Zwischen den 600 Jahre älteren Burgen und modernen Festungen gibt es viele Ähnlichkeiten in Bau, Technik und Strategie. Das Burgtor der Talsperre von Juvalt von 1216 wurde mit einem mächtigen Sperrbalken verrammelt und 1941 die historische Strasse in ähnlicher Weise mit Eisenbahnschienen verbarrikadiert.

### Widerstandsvorbereitungen der Schweiz 1940 bis 1990

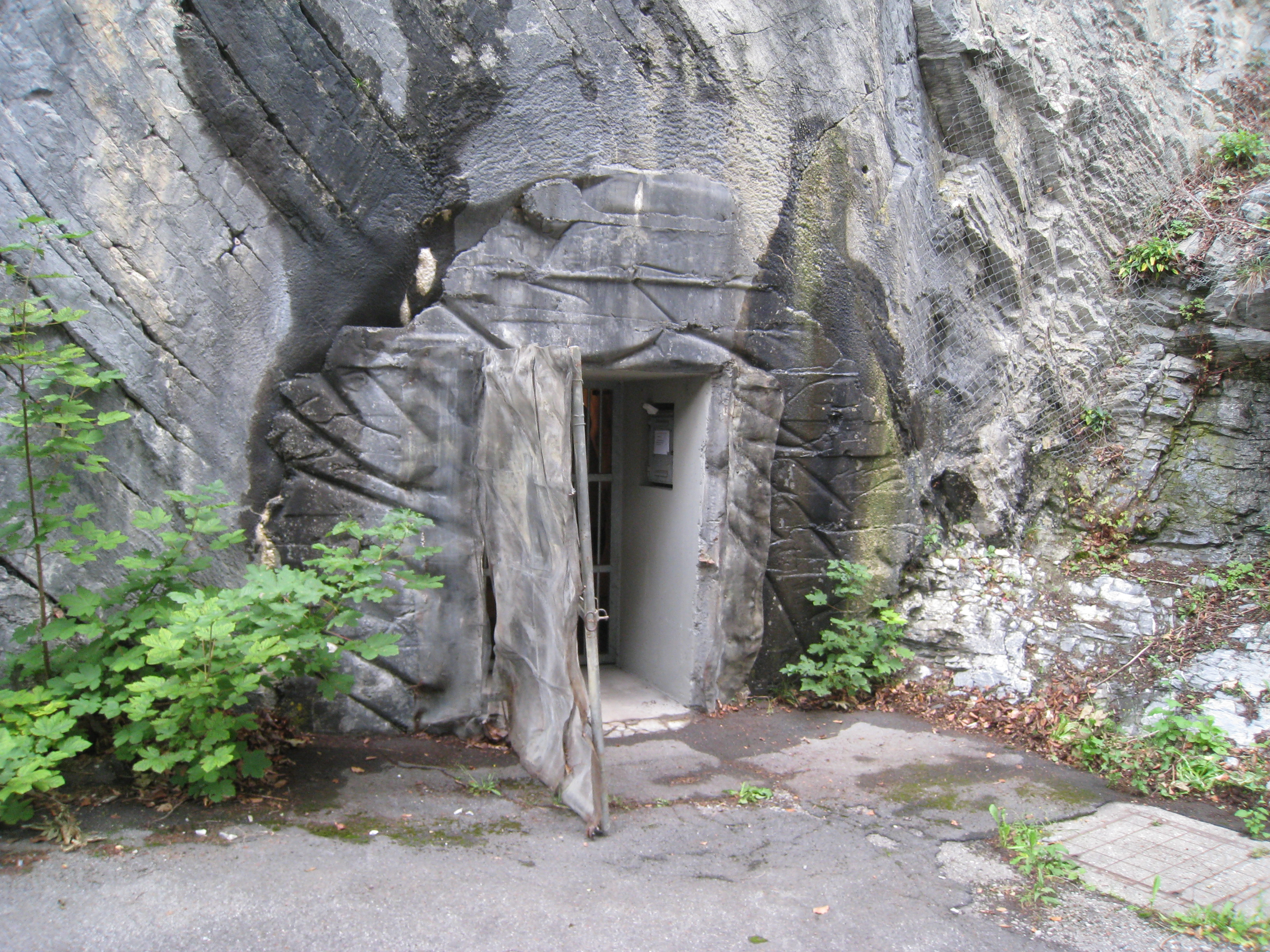
Eingang zur Anlage «Schweizerhof» in Gstaad

Der Verein befasst sich seit 2005 mit dem nationalen Forschungsprojekt Résistance Suisse (REWI) 1940–1990 zum geheimen Widerstand. Mit der Aufbereitung der Geschichte der geheimen Vorbereitungen der Schweiz für den Besetzungsfall (Nazideutschland, Warschauer Pakt) wurde bekannt, dass sich eine kulturelle und politische Elite des Landes während rund 50 Jahren für diese Aufgabe zur Verfügung stellte. Darunter befanden sich sechs Bundesräte, National- und Ständeräte aller Bundesratsparteinen, Parteipräsidenten, Regierungsräte und Kantonsräte, Stadtpräsidenten und Chefredaktoren.
Das Oral-History-Projekt erschloss neue Quellen, die dem Gesamtbundesrat 2009 ermöglichten, die noch lebenden Zeitzeugen von der strikten Geheimhaltungspflicht zu entbinden und ihnen für ihren stillen Dienst am Land zu danken. Das Quellenmaterial wird der universitären Forschung zur Verfügung gestellt. Pro Castellis betreut das «Archiv Résistance Suisse 1940 – 1990» an mehreren Standorten und unterhält das «Museum Résistance Suisse 1940 – 1990» in der unterirdischen Führungsanlage «Schweizerhof» in Gstaad sowie das «Museum Résistance Suisse 1940 – 1990» an der Linth.

## Mitgliedschaft
Der Verein ist Mitglied der zivilen Dachorganisation Festungen Schweiz (Fort.ch).

## Ausstellungen und Veranstaltungen
- Das Forschungsprojekt REWI zeigte im September 2008 an der «Comm'08» (Führungsunterstützung der Schweizer Armee in der Kaserne Frauenfeld) die Zwischenresultate nach drei Jahren Arbeit: Die Ausstellung «Funken für den Widerstand» zeigte die Entwicklung der geheimen Funknetze und der Dokumentarfilm «Die Freiheit ist uns nicht geschenkt…» die Geschichte der Widerstandsvorbereitungen vom Offiziersbund von 1940 bis zum Projekt 26 von 1990.
- 2010 fand im Museum im Zeughaus (Schaffhausen) eine Spezialausstellung zum Thema «Widerstand (P-26)» statt.
- Von 2014 bis 2017 wurden die Domleschger Burgentage organisiert.[5]
- «Top Secret» – Sonderausstellung zur P-26 im Festungsmuseum Sasso San Gottardo auf der Passhöhe des Gotthardpasses. Deutsch und Italienisch, Juni 2019 bis Oktober 2020. Gestaltung durch Pro Castellis.[6]

### Via dei Castelli
Der Burgenpfad Domleschg ist eine acht Kilometer lange, eintägige Kulturwanderung im Burgental Domleschg, die bestehende Wanderwege, Strukturen und Gastroangebote nutzt. Vom Bahnhof Thusis, wo eine Starttafel die ganze Wegstrecke zeigt, wandert man nach Wegweisern zu 14 mittelalterlichen Baudenkmälern. Auf 14 Infotafeln wird Basiswissen über die Geschichte des Burgentales Domleschg im Mittelalter vermittelt.

### Tourismusprojekt «Mythos Festung Engadin»
Pro Castellis hat die Sperrstelle Maloja und weitere Festungen im Engadin saniert und erhalten und das Hauptwerk Maloja Kulm (A 7678) als Museum der Öffentlichkeit zugänglich gemacht.
Das Tourismusprojekt «Mythos Festung Engadin» öffnete Ende August 2020 die Panzertüren der grössten Passfestung Graubündens und veranstaltet Führungen in den Festungen Maloja und Albula sowie Tageswanderungen. 2021 kamen die Berninafestung und die Sperren von Susch und Flüela dazu. Ab 2022 waren Führungen, Wanderungen und ein Biketrail geplant, die zeitlich vom Mittelalter bis in die Gegenwart führen.
- Die Festungswochen 2021 von Pro Castellis fanden vom 7. bis 13. August und 2. bis 8. Oktober an folgenden Orten statt: Passfestungen Maloja-Bergell, Sperren Ofenpass und Lavin, Passfestung Albula, Kommandobunker Alvaneu.[10]